# Antoine Durafour
Pour les articles homonymes, voir Durafour.
Antoine Durafour, né le 12 août 1876 à Saint-Étienne (Loire) et mort le 25 avril 1932 dans la même ville, est un homme politique français.
Membre du Parti républicain, radical et radical-socialiste, maire de Saint-Étienne de 1930 à 1932, il est également ministre du Travail et de la Prévoyance sociale de 1925 à 1926.

## Biographie

### Famille, études et carrière professionnelle
Antoine Durafour est le fils de Michel Durafour (né en 1828-1908), négociant, quincailler originaire de Nantua (Ain) habitant au rez-de-chaussée du 17 rue du Chambon à Saint-Étienne (actuelle rue Léon Nautin), et d'Antoinette Faure (née en 1840-1911), originaire de Montbrison (Loire).
Antoine Durafour fait de brillantes études au lycée de Saint-Étienne puis à la faculté de droit de Lyon. Après ses études, il exerce la profession d'avocat et s'inscrit au barreau de Saint-Étienne en 1898. Malgré un certain talent oratoire qui lui laisse prévoir une brillante carrière juridique, il se sent attiré par la politique et quitte le prétoire pour la vie publique.
Il se marie le 10 juin 1919 à Gassin (Var) avec Olga Gaillard (née en 1899-1992), d'origine suisse. De ce mariage naîtra un enfant, Michel Durafour.

### Carrière politique
Antoine Durafour est élu conseiller général du canton de Saint-Étienne-Sud-Est le 6 août 1907, il est réélu à ce poste en 1919, 1925 et 1931. Il fut également vice-président du conseil général de la Loire de 1914 à 1919 et président de celui-ci de 1921 à 1931.
Il est élu conseiller municipal de Saint-Étienne le 10 mai 1908 et fut maire de sa ville natale du 2 août 1930 jusqu'à son décès.
Antoine Durafour fut élu député de la Loire le 8 mai 1910, et réélu à ce poste en 1914, 1919, 1924 et 1928. Sa grande connaissance des problèmes sociaux amène Paul Painlevé, puis Aristide Briand à le choisir comme ministre du Travail dans leurs gouvernements du 17 avril 1925 au 19 juillet 1926. Il fit voter de nombreuses lois sociales, soit comme député soit comme ministre. Pendant la guerre de 1914-1918, il obtient le vote de la loi des « 5 sous pour les poilus ». C'est aussi grâce à Antoine Durafour que l'on doit la loi de huit heures dans les mines et celle sur les assurances sociales. Il intervient fréquemment à la tribune pour défendre ses nombreuses propositions de loi. Il représenta la France à la Conférence Internationale de Genève puis le 8 juillet 1925, il fit adopter par la Chambre la Convention internationale des huit heures.
Il meurt le 25 avril 1932 à Saint-Étienne. Antoine Durafour est inhumé au cimetière du Crêt-de-Roc à Saint-Étienne.

## Mandats et fonctions

### Fonction gouvernementale
| Période                             | Fonction                                                                        | Gouvernement                            |
| ----------------------------------- | ------------------------------------------------------------------------------- | --------------------------------------- |
| du 17 avril 1925 au 19 juillet 1926 | Ministre du Travail, de l'Hygiène, de l'Assistance et de la Prévoyance sociales | Painlevé II et III Briand VIII, IX et X |

### Mandats parlementaires
- 8 mai 1910 - 31 mai 1914 : Député de la Loire
- 26 avril 1914 - 7 décembre 1919 : Député de la Loire (réélu)
- 16 novembre 1919 - 31 mai 1924 : Député de la Loire (réélu)
- 11 mai 1924 - 31 mai 1928 : Député de la Loire (réélu)
- 29 avril 1928 - 25 avril 1932 : Député de la Loire (réélu)

### Mandats locaux
- 10 juin 1908 - 2 août 1930 : Conseiller municipal de Saint-Étienne
- 2 août 1930 - 25 avril 1932 : Maire de Saint-Étienne
- 6 août 1907 - 25 avril 1932 : Conseiller général du canton de Saint-Étienne-Sud-Est
- 1921 - 1931 : Président du conseil général de la Loire

## Hommages

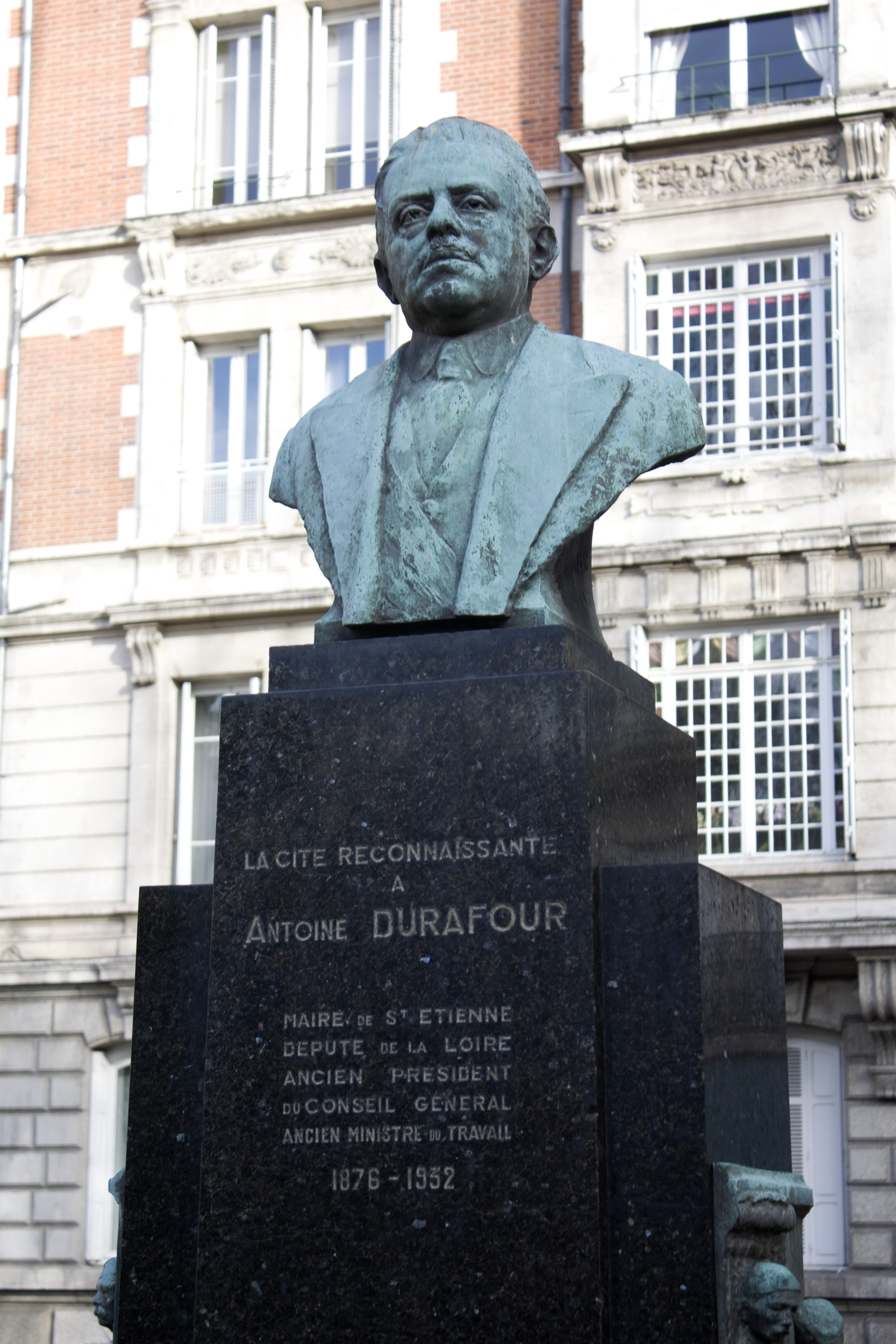
Monument en hommage à Antoine Durafour à Saint-Étienne (Émile Tournayre,1934).

Si la Chambre des députés ne peut rendre hommage à Antoine Durafour, dont le mandat de 1928 vient de prendre fin, il n'en est pas de même dans sa ville natale, où ses funérailles sont l'occasion d'une émouvante manifestation de reconnaissance de toute la population stéphanoise.
À Saint-Étienne, un monument lui rend hommage sur la place Anatole France et une rue de la ville porte son nom.